# 広瀬憲発
広瀬 憲発（ひろせ けんぱち、1945年（昭和20年）12月17日 - ）は、日本の政治家。松茂町長。徳島県松茂町出身。徳島県立鳴門高等学校卒業。

## 経歴
松茂町立松茂中学校、徳島県立鳴門高等学校卒業。高校在学中は松茂町役場で働きながら鳴門高校の定時制課程に通った
昭和39年には東京オリンピックの正ランナーとして聖火を持って走った。
1996年（平成8年）、松茂町役場で総務課長を務めていたが退職。1997年（平成9年）、松茂町長選挙に出馬し初当選。町長就任後は徳島空港の整備などの大事業に尽力した。
2013年8月4日、松茂町長選挙で当選し5期目を務める。2017年3月6日に、同年7月18日の松茂町長選挙に立候補せず、今期限りで引退する意向を表明した。
2018年4月29日、旭日小綬章を叙勲される。